# レアル・マドリードC
レアル・マドリード・クルブ・デ・フトボルC(Real Madrid Club de Fútbol C)は、スペインのマドリードに本拠地を置いているサッカーチーム。レアル・マドリードの第2リザーブチームにあたる。マドリード市北東部郊外のバルデベバス地区にあるシウダ・レアル・マドリードにあるグラウンドをホームスタジアムとし、プロ2年目の選手やフベニルの選手で構成されていたが、2015年6月、下部組織の縮小を理由にCチームの解体が決定した。
2022年に同じマドリードに拠点を置くRSCインテルナシオナルを買収してCチームとして再始動した。

## 歴史

### アフィシオナードス
レアル・マドリードのアマチュアチームとしてレアル・マドリード・アフィシオナードス（「アフィシオナード」はアマチュアの意味）が設立された。1960年代にはスペインアマチュアクラブ選手権で6連覇を果たし、この11年間で8回の優勝を果たした。1970-71シーズンにはアマチュア王者としてコパ・デル・ヘネラリシモ（現在のコパ・デル・レイ）に出場し、2回戦で敗れているが、1回戦で敗れたプルス・ウルトラ（上位チーム）よりも良い成績を残した。コパ・デル・レイへの出場は1986-87シーズンが最後となったが、この大会ではレアル・マドリード・カスティージャが1回戦で敗れたにもかかわらず、アフィシオナードスは5回戦まで勝ち上がった。国内リーグでは1981年にプレフェレンテ・カスティジャーナ（5部相当、州1部）からテルセーラ・ディビシオン（4部相当）に昇格した。1984-85シーズンにはテルセーラ・ディビシオンで優勝したが、プロモシオン・デ・アセンソ出場を放棄した。

### レアル・マドリードC
スペインサッカー連盟(RFEF)がリザーブチームに関する規則を制定し、リザーブチームの名称はトップチームの名称と関連付けられることが求められたため、1990年に現行のレアル・マドリードCに名称変更された。1990-91シーズンには再びテルセーラ・ディビシオンで優勝したが、リギージャ・デ・アセンソでは準優勝に終わり、昇格を逃した。1992-93シーズン終了後にセグンダ・ディビシオンB（3部相当）に昇格した。1996-97シーズン終了後にはレアル・マドリード・カスティージャがセグンダ・ディビシオン（2部）からセグンダ・ディビシオンBに降格したため、レアル・マドリードCはテルセーラ・ディビシオンに強制降格となった。2005-06シーズン終了後には昇格プレーオフに出場し、CDギフエロとの対戦は2試合合計2-2（ホームで2-1、アウェーで0-1）の同点だったが、アウェーゴールルールが適用されてセグンダ・ディビシオンB昇格を逃した。2015年6月、下部組織の縮小を理由にCチームの解体が決定した。

### 再始動〜RSCインテルナシオナル買収
2022年1月、国際サッカー連盟（FIFA）は、各クラブの期限付き移籍の制限を発表、2022年7月から1クラブ当たり1シーズンにレンタルで放出する選手は最大8名、レンタルで獲得できる選手も最大8名を上限とし、さらに2024年までに順次人数を減らす方針を発表した。これを受けたレアル・マドリード上層部はフベニールA（U-18）からカスティージャへの昇格は叶わなかったものの、更なる成長に期待する選手の受け皿となるべきCチーム復活の方針を決定。同じマドリードに拠点を置くテルセーラ・フェデラシオン（5部）所属のRSCインテルナシオナル（R.S.C. Internacional F. C）を買収、2023-2024シーズンよりレアル・マドリードCとして再出発を果たした。

## タイトル
- テルセーラ・ディビシオン

優勝 (5) : 1984–85, 1990–91, 1991–92, 1998–99, 2005–06
- コパ・デ・ラ・リーガ

優勝 (1) : 1982–83
- カンペオナート・デ・エスパーニャ・デ・アフィシオナードス

優勝 (8) : 1959–60, 1961–62, 1962–63, 1963–64, 1964–65, 1965–66, 1966–67, 1969–70
- コパ・デ・コムニダ[3]

優勝 (2) : 2002–03, 2007-08

### アフィシオナードスとして
| シーズン | ディビジョン   | 順位 | コパ・デル・レイ |
| -------- | -------------- | ---- | ---------------- |
| 1973–74  | プレフェレンテ | 6位  | —                |
| 1974–75  | プレフェレンテ | 8位  | —                |
| 1975–76  | プレフェレンテ | 13位 | —                |
| 1976–77  | プレフェレンテ | 9位  | —                |
| 1977–78  | プレフェレンテ | 3位  | —                |
| 1978–79  | プレフェレンテ | 4位  | —                |
| 1979–80  | プレフェレンテ | 8位  | —                |
| 1980–81  | プレフェレンテ | 2位  | —                |
| 1981–82  | テルセーラ     | 7位  | 不参加           |

| シーズン | ディビジョン | 順位 | コパ・デル・レイ |
| -------- | ------------ | ---- | ---------------- |
| 1982–83  | テルセーラ   | 7位  | 不参加           |
| 1983–84  | テルセーラ   | 2位  | 1回戦敗退        |
| 1984–85  | テルセーラ   | 1位  | 1回戦敗退        |
| 1985–86  | テルセーラ   | 4位  | 1回戦敗退        |
| 1986–87  | テルセーラ   | 8位  | 5回戦敗退        |
| 1987–88  | テルセーラ   | 10位 | 不参加           |
| 1988–89  | テルセーラ   | 4位  | 不参加           |
| 1989–90  | テルセーラ   | 5位  | —                |

- 8シーズン -プレフェレンテ（現5部相当）
- 9シーズン - テルセーラ・ディビシオン（現4部相当）

### レアル・マドリードCとして
| シーズン | ディビジョン | 順位 | コパ・デル・レイ |
| -------- | ------------ | ---- | ---------------- |
| 1990–91  | テルセーラ   | 1位  | —                |
| 1991–92  | テルセーラ   | 1位  | —                |
| 1992–93  | テルセーラ   | 2位  | —                |
| 1993–94  | セグンダB    | 7位  | —                |
| 1994–95  | セグンダB    | 13位 | —                |
| 1995–96  | セグンダB    | 9位  | —                |
| 1996–97  | セグンダB    | 13位 | —                |
| 1997–98  | テルセーラ   | 3位  | —                |
| 1998–99  | テルセーラ   | 1位  | —                |
| 1999–00  | テルセーラ   | 2位  | —                |
| 2000–01  | テルセーラ   | 4位  | —                |
| 2001–02  | テルセーラ   | 11位 | —                |

| シーズン | ディビジョン | 順位 | コパ・デル・レイ |
| -------- | ------------ | ---- | ---------------- |
| 2001–02  | テルセーラ   | 6位  | —                |
| 2003–04  | テルセーラ   | 14位 | —                |
| 2004–05  | テルセーラ   | 11位 | —                |
| 2005–06  | テルセーラ   | 1位  | —                |
| 2006–07  | テルセーラ   | 6位  | —                |
| 2007–08  | テルセーラ   | 9位  | —                |
| 2008–09  | テルセーラ   | 8位  | —                |
| 2009–10  | テルセーラ   | 6位  | —                |
| 2010–11  | テルセーラ   | 5位  | —                |
| 2011–12  | テルセーラ   | 2位  | —                |
| 2012–13  | セグンダB    | 5位  | —                |
| 2013–14  | セグンダB    | 9位  | —                |

- 6シーズン - セグンダ・ディビシオンB（現3部相当）
- 18シーズン - テルセーラ・ディビシオン（現4部相当）

## 歴代監督
- ホセ・アントニオ・グランデ 1989-96
- ミゲル・アンヘル・ポルトゥガル 1996-97 (?)
- パコ・エルナンデス 1996-97
- フアン・マルティン・デルガード 1997-99
- パコ・ブーヨ 1999-2000
- ホセ・アウレリオ・ガイ 2001-02
- ホセ・マヌエル・ディアス 2002-03
- パコ・ブーヨ 2003-04
- アブラアム・ガルシア 2004-07
- ホセ・マリア・サルメロン 2007-08
- アントニオ・ディアス・カルラビージャ 2008-09
- アルベルト・トリル 2009
- ホセ・マヌエル・ディアス 2009-13
- ホセ・アウレリオ・ガイ 2013-15

## 歴代所属選手
太字は、レアル・マドリードのトップチームでの出場経験がある選手。

### GK
- フアンミ 1991-92
- ラウール・バルブエナ1994-95
- オリーベル 1995-97
- ホセ・マヌエル・ロカ  1996-97
- イケル・カシージャス 1998-99
- カルロス・サンチェス・ガルシア 1999-2000

- マヌ 2000-01
- ディエゴ・ロペス 2000-01; 02-03
- ダビド・コベーニョ 2003-05
- キコ・カシージャ 2004-05
- ジョルディ・コディーナ 2004-05
- ダニ・エルナンデス 2005-07

### DF
- ダビド・ベレンゲル 1992-93
- ロベルト・ロハス 1994-95
- ビセンテ・バルカルセ 1995-96
- マヌエル・テーナ 1997-98
- ルベン・プリード 1998-2000
- オスカル・ミニャンブレス 1999-2000
- フランシスコ・パボン 1999-2000

- ラウル・ブラボ 2000-01
- アルバロ・メヒア 2001-02
- アルバロ・アルベロア 2002-03
- ミゲル・トーレス 2004-06
- ラウレ 2005-06
- ジョルディ 2005-08
- ダビド・マテオス 2006-07
- マリオ・エルモソ2014-15

### MF
- ラファエル・ベニテス
- アントニオ・ゴメス 1993-94
- ハイメ 1993-94
- グティ 1994-95
- フェルナンド・モラン 1994-95
- ビクトール・サンチェス 1994-95
- フェルナンド 1997-99
- フリオ・アルバレス 1998-1999
- フランシスコ・ソウサ 1998-99
- コロナ 1999-2000
- ルイス・ガルシア 2000-01

- バルド 2000-01
- ホセ・ルイス・カプデビラ 2000-01
- ホセ・カブレラ 2001-02
- マヌエル・テージョ 2003-04
- ルベン・デ・ラ・レー 2003-04
- ボルハ・バレーロ 2003-05
- ハビエル・バルボア 2004-05
- エステバン・グラネロ 2005-06
- フェラン 2005-06
- フアンミ・カジェホン 2005-07
- フアン・カルロス 2008-09

### FW
- アルフォンソ・ペレス 1990-91
- ビクトル 1993-94
- ラウル・ゴンサレス 1994-95
- イルルスン 1995-96
- ハビ・ゲレーロ 1995-96
- アルベルト・リベラ 1995-96
- ミスタ 1996-97
- カルロス・アランダ 1998-2000

- ダビド・アガンソ 1999-2000
- ルイス・ガルシア 2000-01
- リキ 2000-02
- ハビエル・ポルティージョ 2001-02
- ダビド・バラル 2002-03
- ライコ 2005-2006
- ホセ・カジェホン 2006-2007
- ヘスス・ベロカル 2007-2009